# Tennis Hall of Fame
De International Tennis Hall of Fame, een museum gelegen in de stad Newport in de Amerikaanse staat Rhode Island, werd door James Van Alen in 1954 gesticht op de plaats waar in 1881 de eerste Amerikaanse nationale kampioenschappen werden gehouden. Het is het grootste museum voor tennis.
In de Hall of Fame worden ook voormalige tennissers en andere personen opgenomen die veel voor de tennissport hebben betekend. Inmiddels (tot en met 2017) zijn 256 personen in de Hall of Fame opgenomen. Hieronder zijn 207 spelers, 2 court-tennissers, 2 Global Ambassadors en 45 personen die een belangrijke bijdrage aan de sport hebben geleverd. 
Tot en met 1974 konden alleen Amerikanen worden opgenomen in de Hall of Fame. Door de mondialisering van de sport is er vanaf 1975 geen beperking aan de nationaliteit.
Om als tennisser in aanmerking voor de Hall of Fame te komen mag men de laatste vijf jaar niet meer een belangrijke factor zijn geweest op de ATP-, WTA-tour of in het rolstoeltennis. De tennisser moet een indrukwekkende internationale carrière hebben gehad, die gekenmerkt werd door integriteit, karakter en "fair play".
Voorbeelden van leden zijn de Belgische Kim Clijsters en Justine Henin (dames enkelspel) en de Nederlandse Chantal Vandierendonck, Monique Kalkman-Van den Bosch en Esther Vergeer (dames rolstoeltennis). Een voorbeeld van leden met grote bijdrage is de in Zuidwest-Afrika geboren Dennis Van der Meer (van der Merwe) die de basis heeft gelegd voor moderne tennislesmethoden.